# Корносевич, Ромуальд Мартынович
Ромуальд Мартынович Корносевич (28 сентября 1884, Гродно — 1930, США) ― русский писатель белорусского происхождения, представитель «пролетарского» направления в эмигрантской поэзии.

## Биография
Родился в Гродно (ныне Республика Беларусь). Отец ― преподаватель музыки, дирижёр гродненского городского оркестра, гласный городской Думы. Окончив школу и ремесленное училище, Ромуальд Корносевич поступил учеником в петербургскую инструментальную мастерскую, но вскоре ушёл, скитался по ночлежкам. Вернувшись в Гродно, работал помощником пароходного машиниста. В 1912 году уехал в Америку, поселился в городке Элизабет (штат Нью-Джерси). Несколько лет служил на флоте.

## Творчество
Писал стихи. В 1922 году познакомившись с приехавшим в США Давидом Бурлюком, увлёкся футуризмом. Принимал вместе с Бурлюком участие в просоветски настроенных кружках, выражая свои взгляды в стихах (например, стихотворение «Москва»)
Снега. Снега. От самой В. Ч. К.

Сугробы белые метнулись чехардою.

Москва — корона белого цветка

С кровавою горячею звездою.

Мещанка ёжится в изодранном платке -

Чекой отважилась к соседке на кофеи.

Шмыгнула. Крестится в укромном уголке

И бегом, — чёрной юбкой взвеяв.

Снега. Снега. От В. Ч. К. весь свет -

Корона жгучая цветка рабочей нови.

Снега. Снега. Безумно белый снег.

Кро-о-ови-и!
Впоследствии пересмотрел свои взгляды, с Бурлюком отношений не поддерживал.
Выпустил 3 книги. В рецензии на первую книгу отмечалась «нарочитость и чрезмерная наивность» автора, подвергалась сомнению объективность предисловия, написанного Д. Бурлюком.
- Звёздные бразды. Сборник стихотворений. Предисловие Д. Бурлюка (Изд-во «Русский голос», Нью-Йорк, 1924). С. 78
- Кандальный перезвон. Сборник стихов, рассказов и водевиль «Военщина». Предисловие В. Г. Воронцовского (Изд-во «Китоврас», Нью-Йорк, 1925), худ. Н. Цицковский. С. 63
- Вечный зов. Сборник стихов и водевиль (Издание автора, «Canorma Press», Нью-Йорк, 1927). С. 248

Брат (предположительно) — Иосиф Мартынович Карнасевич (Корносевич; 1877—1938, расстрелян), композитор-песенник.